# 巴西—印度关系
巴西－印度关系指的是巴西聯邦共和國与印度共和国之间的双边外交关系。巴西和印度两国都曾为葡萄牙帝国的殖民地，故此两国在很早以前就建立了关系。巴西与印度在国际贸易、气候环境以及联合国安理会改革等问题上有着良好的合作。
巴印两国同为发展中大国，多宗教、多民族、分别在南亚和南美扮演者重要的角色。近年来双边高层互访频繁，并在金砖国家、G4集团、四國聯盟、20国集团等多个国际组织中努力加强双边关系。